# 露珍怡
露珍怡（英語：Jennifer Polyxeni Bloomfield），澳洲外交官，自2021年2月1日擔任澳洲辦事處代表，接任高戈銳 。2011年至2014年期間擔任澳大利亞駐希臘大使。首位擔任澳大利亞駐希臘大使的希臘裔女性。
露珍怡取得墨爾本大學政治學和法語文學學士學位以及現代希臘語法律、文學學士學位，隨後在蒙納許大學外交和貿易文學取得碩士學位。
她給自己取的中文名字有“珍露”之意，名字的最後一個字「怡」是心（忄）和台（台）的組合，代表“心中有台灣”。